# 拉伊科·赫尔瓦特
拉伊科·赫尔瓦特（1986年9月25日—），斯洛文尼亚男子赛艇运动员。他曾代表斯洛文尼亚参加2015年世界赛艇锦标赛，获得男子轻量级单人双桨银牌。